# Svalbarðshreppur
Svalbarðshreppur est une ancienne municipalité du nord-est de l'Islande.

## Histoire
En mai 2022, la municipalité fusionne avec Langanesbyggð.